# クシシュトフ・ピエシェヴィッチ
クシシュトフ・ピエシェヴィッチ（Krzysztof Marek Piesiewicz）はポーランドの弁護士、脚本家、政治家。第67回アカデミー賞で脚本賞にノミネートされた。ポーランド共和国上院議員（1991年 - 1993年、1997年 - 2011年）。

## キャリア
祖父はかつてポーランドの一部だった現ウクライナ・ドブロミルの市長のエドヴァルト・シェレコフスキ。ワルシャワのヴィドク通り11番地の集合住宅で生まれた。1965年にワルシャワのステファン・バトリ中等学校（第2高等学校）を卒業。 

### 弁護士として
1970年、ワルシャワ大学法学・行政学部を卒業後、司法・弁護士研修を経て、1973年に弁護士としての活動を開始。戒厳令下では、「連帯」運動の活動家たち（ワルシャワ製鉄所、ウルスス工場、全国委員会、ラジオ「連帯」など）の裁判で弁護人を務めた。また、イェジ・ポピエウシュコ神父殺害事件では、補助検察官として訴追に加わった。
1989年7月22日、当時82歳だった母アニエラが殺害される事件が発生。その遺体は、ポピエウシュコ神父が縛られた方法と同様の形で拘束されていた。さらに、リシャルト・ククリンスキ大佐の裁判では弁護人を務めた。
長年にわたり、ワルシャワの弁護士会全国評議会の一員として活動し、研修生の試験委員や講師を務め、人権委員会の副委員長も務めた。また、マゾフシェ地方の「連帯」や弁護士自治体にて立法問題の専門家としても関わり、政治犯支援団体「パトロナト」の共同創設者・副会長も務めた（同団体は戒厳令施行により解散）。2002年からは、ポーランド記者協会の報道の自由モニタリングセンターの諮問委員会に名を連ねた。

### 脚本家として
映画監督・クシシュトフ・キェシロフスキの作品17本の脚本を共同執筆した（『終わりなし』『デカローグ』『ふたりのベロニカ』『トリコロール３部作』など）。これらの脚本は、フェリックス賞（1989年）をはじめ、カンヌ、サン・セバスティアン、ヴェネツィア、ベルリン、グダニスクなど各地の映画祭で受賞。『トリコロール／赤の愛』ではアカデミー賞脚本賞にもノミネートされた。脚本は10言語に翻訳され、『デカローグ』（1989年）など書籍化もされている。キェシロフスキの死後は、トム・ティクヴァ監督（『ヘヴン』）らが2人の脚本を映画化した。
アメリカ映画芸術科学アカデミー、メディア倫理評議会、ポーランド国営テレビの番組審議会、ステファン・ヴィシンスキ枢機卿大学のヨーロッパ研究会など、文化・教育関連の団体や審議会のメンバーを務めた。また、1996年の第49回カンヌ国際映画祭ではコンペティション部門の審査員を務め、さまざまな雑誌や週刊誌にも寄稿した。

### 政治家として
ポーランド民主化後の1990年代初頭から政治に関わり、「中央合意（Porozumienie Centrum）」の最高政治評議会のメンバーとして活動。同党から1991年に上院議員（第2期）に選出され、文化・メディア・科学・教育に関する上院委員会の副委員長を務めた。1997年には「連帯選挙行動（AWS）」から再び上院議員（第4期）に選ばれ、人権・法治委員会の副委員長を務める。2001年には「上院ブロック2001」委員会から立候補し当選（第5期）。「百人運動（Ruch Stu）」に関与し、1990年代後半からはAWS社会運動に所属。2002年から2004年までは、名称変更後の同党の最後の党首を務めた。
2004年にはズビグニェフ・レリガらと共に「中央党（Partia Centrum）」の設立を主導し、マゾフシェ県の代表に任命されたが、最終的には正式に加入しなかった。
2005年、ワルシャワ選挙区から「市民プラットフォーム（PO）」の候補として第6期上院議員に当選。2007年には第7期目の当選を果たし、547,479票を獲得した。
しかし2009年12月、麻薬所持容疑などに関連して検察から訴追される可能性があるとして、自らPOの議員クラブでの活動を停止。議員特権が解除されなかったため、起訴手続きは打ち切られた。2011年の選挙では立候補を見送った。
任期終了後、薬物関連の容疑で起訴されたが、2013年12月、第一審で7件全ての罪状について無罪判決を受けた。2014年5月、控訴審によりうち3件に関して審理差し戻しとなったが、2018年5月、最終的にすべての容疑について無罪が確定した。
2013年には、ミハウ・コマルによるインタビューを収録した書籍『スキャンダルは起きない（Skandalu nie będzie）』が刊行された。

## フィルモグラフィー
全てで脚本を担当。
- 終わりなし Bez końca （1985年）
- 殺人に関する短いフィルム Krótki film o zabijaniu （1988年）
- 愛に関する短いフィルム Krótki film o miłości （1988年）
- デカローグ Dekalog （1989-1990年）
- ふたりのベロニカ La Double vie de Véronique （1991年）
- トリコロール/青の愛 Trois Couleurs: Bleu （1993年）
- トリコロール/白の愛 Trois Couleurs: Blanc （1994年）
- トリコロール/赤の愛 Trois Couleurs: Rouge （1994年）
- Cisza (2001)

- ヘヴン Heaven （2002年）
- 美しき運命の傷痕 L'Enfer （2005年）
- Nadzieja (2007)

## ノミネートと受賞
出典: 
| 賞               | 年   | 部門   | 作品                       | 結果       |
| ---------------- | ---- | ------ | -------------------------- | ---------- |
| ポ－ランド映画祭 | 1988 | 脚本賞 | 『愛に関する短いフィルム』 | 受賞       |
| セザール賞       | 1994 | 脚本賞 | 『トリコロール/青の愛』    | ノミネート |
| セザール賞       | 1995 | 脚本賞 | 『トリコロール/赤の愛』    | ノミネート |
| アカデミー賞     | 1995 | 脚本賞 | 『トリコロール/赤の愛』    | ノミネート |
| 英国アカデミー賞 | 1995 | 脚本賞 | 『トリコロール/赤の愛』    | ノミネート |
| ヨーロッパ映画賞 | 2002 | 脚本賞 | 『ヘヴン』                 | ノミネート |